# Valószínűségi tömegfüggvény
A valószínűségszámítás elméletében és a statisztikában a valószínűség tömegfüggvény annak a valószínűségét adja meg, hogy valamely diszkrét valószínűségi változó egy pontosan határozott értéket vesz fel. A valószínűség tömegfüggvény gyakran a diszkrét valószínűség-eloszlás meghatározásának az elsődleges módszere. Segítségével az eloszláshoz egyértelműen hozzárendelhető egy eloszlásfüggvény. Megfordítva, egy diszkrét eloszláshoz tartozó eloszlásfüggvény is egyértelműen meghatározza a valószínűségi függvényt.

Tömegfüggvény: minden érték nemnegatív és összegük=1

Többnyire olyan eloszlásokat vizsgálnak, amelyek természetes számokat vesznek fel értékként. A függvény minden természetes számhoz hozzárendeli annak valószínűségét. Például egy szabályos dobókockával való dobáshoz egytől hatig az egészekhez{\displaystyle {\displaystyle {\tfrac {1}{6}}}}-ot, ezen kívül nullát rendel.
A valószínűség tömegfüggvény abban különbözik a sűrűségfüggvénytől, hogy ez utóbbi inkább folytonos eloszlások jellemzője, mint a diszkrét eloszlásoké. Mértékelméleti szempontból sűrűségfüggvény a számossági mérték szerint. Általánosabb összefüggésben súlyfüggvénynek is nevezik.

## Formális meghatározás

Dobókocka tömegfüggvénye

Az ábrán egy dobókocka valószínűség tömegfüggvénye látható. Minden számnak egyenlő esélye van, és határozott értéke van.
Tegyük fel, hogy X: S → A (A {\displaystyle \subseteq } R) egy diszkrét valószínűségi változó, mely az S mintatérben van. Ekkor a valószínűség tömegfüggvény fX: A → [0, 1] ahol X:
{\displaystyle f_{X}(x)=\Pr(X=x)=\Pr(\{s\in S:X(s)=x\}).}
A valós számokra kiterjesztve a definíció
{\displaystyle f(x)={\begin{cases}P(X=x_{i})=p_{i},&x=x_{i}\in \{x_{1},x_{2},\dots ,x_{k}\dots \}\\0,&{\text{ különben.}}\end{cases}}}
Jegyezzük meg: fX valós szám, fX(x) = 0 minden x {\displaystyle \notin } X(S)-re. Lényegében hasonló meghatározás érvényes a diszkrét valószínűségi vektorokra is: X: S → An, ahol a skalár értékeket vektorra cseréljük.
A teljes valószínűség minden X-re 1-gyel egyenlő.
{\displaystyle \sum _{x\in A}f_{X}(x)=1}
Mivel a X ábrázolása megszámlálható mennyiség, a valószínűség tömegfüggvény fX(x) mindenhol zéró, kivéve az x megszámlálható értékeire. A valószínűség tömegfüggvény diszkontinuitása azért van, mert egy diszkrét valószínűségi változó kumulatív eloszlásfüggvénye is diszkontinuit, azaz nem folytonos. Ahol differenciálható, a deriváltja zéró, pont úgy, ahogy a valószínűség tömegfüggvény is zéró minden ilyen ponton.

## Valószínűségeloszlás konstrukciója
Adva legyen az {\displaystyle f\colon \mathbb {N} \to \mathbb {R} } függvény, amit jellemeznek a következők:
- {\displaystyle f(i)\in [0,1]} minden {\displaystyle i\in \mathbb {N} } esetén. Tehát {\displaystyle f} minden természetes számhoz hozzárendel egy nulla és egy közötti valós számot.
- {\displaystyle f} normált abban az értelemben, hogy értékeinek összege egy. Azaz

{\displaystyle \sum _{i=0}^{\infty }f(i)=1}.
Ekkor {\displaystyle f} valószínűségi tömegfüggvény, és definíciója
{\displaystyle P(\{i\}):=f(i)} minden {\displaystyle i\in \mathbb {N} } esetén egy egyértelmű {\displaystyle P} valószínűségeloszlás, ellátva a  {\displaystyle {\mathcal {P}}(\mathbb {N} )} eseményalgebrával.

## Valószínűségeloszlásból származtatva
Adva legyen egy  {\displaystyle P}  valószínűségeloszlás az {\displaystyle \mathbb {N} } természetes számokon, ellátva a  {\displaystyle {\mathcal {P}}(\mathbb {N} )} eseményalgebrával. Legyenek továbbá értékei az {\displaystyle \mathbb {N} } halmazból! Ekkor az {\displaystyle f_{P}\colon \mathbb {N} \to \mathbb {R} } függvény, aminek definíciója
{\displaystyle f_{P}(i):=P(\{i\})}
a {\displaystyle P} valószínűségi tömegfüggvénye. Hasonlóan, az {\displaystyle f_{X}\colon \mathbb {N} \to \mathbb {R} } függvény az
{\displaystyle f_{X}(i):=P(X=i)}
definícióval az {\displaystyle X} valószínűségi tömegfüggvénye.

## Példák
Tegyük fel, hogy egy érem minden dobásnál egy S térben van, és X a valószínűségi változó, mely 0, ha ’írás’, és 1, ha ’fej’. Mivel az érem szabályos, a valószínűség tömegfüggvény:
{\displaystyle f_{X}(x)={\begin{cases}{\frac {1}{2}},&x\in \{0,1\},\\0,&x\notin \{0,1\}.\end{cases}}}
Ez a binomiális eloszlás egy speciális esete.
A binomiális eloszlás valószínűségi tömegfüggvénye
{\displaystyle f_{n,p}(k)={\begin{cases}{\binom {n}{k}}p^{k}(1-p)^{n-k}&{\text{ ha }}k\in \{0,1,\dots ,n\}\\0&{\text{ egyébként}}\end{cases}}}
ahol {\displaystyle n} és {\displaystyle p\in (0,1)} az eloszlás paraméterei ( {\displaystyle n}  természetes, {\displaystyle p\in (0,1)} valós szám). A normáltság következik a binomiális tételből, hiszen
{\displaystyle \sum _{k=0}^{\infty }f_{n,p}(k)=\sum _{k=0}^{n}{\binom {n}{k}}p^{k}(1-p)^{n-k}=((1-p)+p)^{n}=1}.
A geometriai eloszlás valószínűségi tömegfüggvénye
{\displaystyle f_{p}(k)=p(1-p)^{k}} ha {\displaystyle k\in \{0,1,2,\dots \}}
egy rögzített {\displaystyle p\in (0,1)} paraméterrel. A normáltság a geometriai sorból következik, mivel
{\displaystyle \sum _{k=0}^{\infty }f_{p}(k)=p\sum _{k=0}^{\infty }(1-p)^{k}={\frac {p}{1-(1-p)}}=1}.

## Általánosabb valószínűségi tömegfüggvény
A definíció kiterjeszthető általánosabb diszkrét eloszlásokra is, ahol az értékek nem feltétlenül természetes számok, de legfeljebb megszámlálhatóan végtelen van belőlük. Legyen {\displaystyle \Omega } egy ilyen halmaz, és legyen {\displaystyle f\colon \Omega \to [0,1]} függvény úgy, hogy
{\displaystyle \sum _{i\in \Omega }f(i)=1},
ekkor {\displaystyle f} alapján definiálható egy eloszlás:
{\displaystyle P(\{i\}):=f(i)} minden {\displaystyle i\in \Omega } valós számra.
Ez az eloszlás egyértelmű az {\displaystyle (\Omega ,{\mathcal {P}}(\Omega ))} eseményalgebrán.
Megfordítva, ha {\displaystyle P} valószínűségeloszlás az {\displaystyle (\Omega ,{\mathcal {P}}(\Omega ))} eseményalgebrán, és {\displaystyle X} egy valószínűségi változó, amely értékeit az {\displaystyle \Omega } halmazból veszi fel, akkor az {\displaystyle f_{P}\colon \Omega \to [0,1]} függvény, amelynek definíciója
{\displaystyle f_{P}(i):=P(\{i\})},
a {\displaystyle P} valószínűségeloszlás általánosított valószínűségi tömegfüggvénye. Továbbá az {\displaystyle X} valószínűségi változó valószínűségi tömegfüggvénye egy {\displaystyle f_{X}\colon \Omega \to [0,1]} függvény:
{\displaystyle f_{X}(i):=P(X=i)}

## Alternatív definíció
Egyes szerzők először definiálják a {\displaystyle (p_{i})_{i\in \Omega }}  valós sorozatokat azzal, hogy {\displaystyle p_{i}\in [0,1]} minden {\displaystyle i\in \Omega } esetén és {\displaystyle \sum _{i\in \Omega }p_{i}=1}. Elnevezik ezeket a sorozatokat valószínűségi vektoroknak vagy sztochasztikus soroknak, vektoroknak.
Ekkor a valószínűségi tömegfüggvény egy {\displaystyle f\colon \Omega \to [0,1]} függvény, melynek definíciója
{\displaystyle f(i)=p_{i}} minden {\displaystyle i\in \Omega } esetén. Megfordítva, minden {\displaystyle \Omega }n értelmezett valószínűségeloszláshoz vagy valószínűségi változóhoz tartozik egy {\displaystyle (P(\{i\}))_{i\in \Omega }} fölötti valószínűségi vektor, illetve {\displaystyle (P(X=i))_{i\in \Omega }} valószínűségi vektor.
Vannak továbbá szerzők, akik magát a {\displaystyle (p_{i})_{i\in \Omega }} valószínűségi vektort nevezik valószínűségi tömegfüggvénynek.

## További példák
Tipikus példa a diszkrét egyenletes eloszlás egy véges {\displaystyle \Omega } halmazon. Ekkor a valószínűségi tömegfüggvény
{\displaystyle f(i)={\tfrac {1}{|\Omega |}}} minden {\displaystyle i\in \Omega } esetén.
Véletlen sorozatok segítségével is konstruálható a valószínűségi tömegfüggvény: Legyen {\displaystyle (a_{i})_{i\in \Omega }} pozitív valós számok legfeljebb megszámlálhatóan végtelen sorozata, az {\displaystyle \Omega } indexhalmazzal, azzal együtt, hogy
{\displaystyle \sum _{i\in \Omega }a_{i}<\infty }.
Ekkor 
{\displaystyle c=\sum _{i\in \Omega }a_{i}}.
Ezzel {\displaystyle ({\tfrac {a_{i}}{c}})_{i\in \Omega }} sztochasztikus sorozat, ami valószínűségi tömegfüggvényt definiált. Ha például az
{\displaystyle a_{k}:={\frac {\lambda ^{k}}{k!}}} ha {\displaystyle k\in \mathbb {N} },
sorozatot tekintjük, akkor 
{\displaystyle \sum _{k=0}^{\infty }{\frac {\lambda ^{k}}{k!}}=e^{\lambda }} a normálási konstans.
Tehát a valószínűségi tömegfüggvény
{\displaystyle f(k)=e^{-\lambda }{\frac {\lambda ^{k}}{k!}}}, ami a Poisson-eloszlás valószínűségi tömegfüggvénye.

## Valószínűségi változók mérőszámai
A valószínűségi változók és valószínűségeloszlások fontos mérőszámai meghatározhatók a valószínűségi tömegfüggvény alapján.

## Várható érték
Ha {\displaystyle X}  valószínűségi változó {\displaystyle \mathbb {N} }-beli értékekkel, és {\displaystyle f_{X}} valószínűségi tömegfüggvénnyel, akkor várható értéke
{\displaystyle \operatorname {E} (X)=\sum _{k=0}^{\infty }k\cdot f_{X}(k)}.
Ez mindig létezik, de lehet végtelen is.
A várható érték általános esetben hasonlóan számítható, de nem biztos, hogy létezik. Legyen {\displaystyle \Omega \subset \mathbb {R} } legfeljebb megszámlálható végtelen halmaz, és vegyen fel az {\displaystyle X} valószínűségi változó  {\displaystyle \Omega }-beli értékeket, továbbá legyen valószínűségi tömegfüggvénye {\displaystyle f_{X}}, ekkor a várható érték, ha létezik, akkor
{\displaystyle \operatorname {E} (X)=\sum _{k\in \Omega }k\cdot f_{X}(k)}.

### Szórás
A szórásnégyzet, szórás is kiszámítható. Legyen {\displaystyle X}  valószínűségi változó {\displaystyle \mathbb {N} }-beli értékekkel, és {\displaystyle f_{X}} valószínűségi tömegfüggvénnyel, akkor szórásnégyzete
{\displaystyle \operatorname {Var} (X)=\sum _{k=0}^{\infty }(k-\mu )^{2}f_{X}(k)},
ahol {\displaystyle \operatorname {E} (X)=\mu } a várható érték.
Az eltolási tételt felhasználva
{\displaystyle \operatorname {Var} (X)=-\mu ^{2}+\sum _{k=0}^{\infty }k^{2}f_{X}(k)}
Hasonlóan, ha az értékek {\displaystyle \Omega }-ból valók:
{\displaystyle \operatorname {Var} (X)=\sum _{k\in \Omega }(k-\mu )^{2}f_{X}(k)}
feltéve, ha a szórás létezik.

### Módusz
A diszkrét valószínűségi változó módusza a valószínűségi tömegfüggvény alapján értelmezhető: Ha az {\displaystyle X} valószínűségi változó {\displaystyle \mathbb {N} }-ből vesz fel értékeket, és valószínűségi tömegfüggvénye {\displaystyle f}, akkor módusza {\displaystyle k_{\text{mod}}=f(k-1)\leq f(k_{\text{mod}})\geq f(k+1)}.
A módusz hasonlóan értelmezhető, ha a valószínűségi változó helyett valószínűségeloszlásból indulunk ki. A módusz szintén
{\displaystyle k_{\text{mod}}=f(k-1)\leq f(k_{\text{mod}})\geq f(k+1)}.
Általában, ha {\displaystyle \Omega } legfeljebb megszámlálható végtelen, és rendezhető az  {\displaystyle x_{k}} sorozatba úgy, hogy {\displaystyle \dots <x_{k-1}<x_{k}<x_{k+1}<\dots }, akkor {\displaystyle x_{k}} módusz, hogyha
{\displaystyle f(x_{k-1})\leq f(x_{k})\geq f(x_{k+1})}

## Tulajdonságok

### Eloszlásfüggvények
Ha {\displaystyle f} valószínűségi tömegfüggvény {\displaystyle \mathbb {N} }-en, akkor az eloszlásfüggvény a megfelelő valószínűségi mérték szerint
{\displaystyle F_{P}(x)=\sum _{i=0}^{\lfloor x\rfloor }f(i)}
ahol {\displaystyle \lfloor x\rfloor } az egészrészfüggvény, azaz a legnagyobb egész szám, ami nem nagyobb {\displaystyle x}-nél (kisebb, vagy egyenlő vele).
Ha {\displaystyle f} a legfeljebb megszámlálható végtelen {\displaystyle A\subset \mathbb {R} } halmazon van értelmezve, akkor a valószínűségi mérték eloszlásfüggvénye
{\displaystyle F_{P}(x)=\sum _{i\leq x}f(i)}.
Például lehet {\displaystyle A=\mathbb {Z} }, vagy {\displaystyle A=\mathbb {Q} }.

### Valószínűségi változók összege és konvolúciója
A diszkrét valószínűségi változók esetén a valószínűségeloszlások konvolúciója visszavezethető a valószínűségi tömegfüggvények konvolúciójára. Legyenek {\displaystyle P,Q} valószínűségeloszlások, és valószínűségi tömegfüggvényeik rendre {\displaystyle f_{P}} és {\displaystyle f_{Q}}, ekkor
{\displaystyle f_{P*Q}=f_{P}*f_{Q}},
ahol {\displaystyle P*Q} a {\displaystyle P} és {\displaystyle Q},  {\displaystyle f*g} az {\displaystyle f} és {\displaystyle g} konvolúciója. Tehát  a valószínűségeloszlások konvolúciójának valószínűségi tömegfüggvénye ugyanaz, mint valószínűségi tömegfüggvényeik konvolúciója.
Ez a tulajdonság egyszerűen átvihető független valószínűségi változókra. Ha {\displaystyle X,Y} független valószínűségi változók rendre az {\displaystyle f_{X}} és {\displaystyle f_{Y}} valószínűségi tömegfüggvényekkel, akkor 
{\displaystyle f_{X+Y}=f_{X}*f_{Y}}.
Tehát az összeg valószínűségi tömegfüggvénye a valószínűségi változók valószínűségi tömegfüggvényének konvolúciója.

### Valószínűséggeneráló függvény
{\displaystyle \mathbb {N} }-en minden valószínűségeloszláshoz hozzárendelhető valószínűséggeneráló függvény. Ez polinom vagy hatványsor, melynek együtthatói rendre éppen a valószínűségi tömegfüggvény értékei. Így a definíció
{\displaystyle m_{P}(t)=\sum _{k=0}^{\infty }f_{P}(k)t^{k}},
ahol {\displaystyle f_{P}} egy {\displaystyle P} valószínűségeloszlás valószínűségi tömegfüggvénye. Hasonlóan definiálható valószínűségi változó valószínűséggeneráló függvénye is.
A valószínűséggeneráló függvények megkönnyítik a valószínűségeloszlások vizsgálatát és a velük való számolást. Így például konvolúció helyett elég szorozni, majd a valószínűséggeneráló függvényből visszakövetkeztetni. Az eloszlás fontos adataira (mint várható érték, szórás) is lehet a valószínűséggeneráló függvényből következtetni.

## Fordítás
Ez a szócikk részben vagy egészben  a   Wahrscheinlichkeitsfunktion című német Wikipédia-szócikk fordításán alapul.  Az eredeti cikk szerkesztőit annak laptörténete sorolja fel. Ez a jelzés csupán a megfogalmazás eredetét és a szerzői jogokat jelzi, nem szolgál a cikkben szereplő információk forrásmegjelöléseként.